# KKO
KKO fue el título de dos revistas infantiles españolas:

## KKO / Perragorda: 1932-1937
El primer KKO fue publicado por editorial Guerri entre 1932 y 1937. Tenía un formato de 31 x 22 cm. y alcanzó los 257 números.
Durante su primer año estuvo dirigida por Arturo Moreno. Seguía el modelo del exitoso, pero ya anquilosado, TBO. Para el investigador Pedro Porcel Torrens, KKO se trata de una revista poco destacable, salvo por la excelencia de algunos de sus colaboradores:
| Años  | Números | Título                | Autoría           | Procedencia |
| ----- | ------- | --------------------- | ----------------- | ----------- |
| 1932- |         | Perragorda            | Alfonso Arizmendi | Nueva       |
| 1932  |         | Black, el perro noble | Jaime Juez        |             |

En su última época, bajo la dirección de Alfonso Arizmendi, cambió su título a Perragorda.

## KKO: 1948
La segunda cabecera con este título fue publicada por Ediciones Hércules en 1948. Tenía un formato de 25 x 17 cm. y sólo aguantó 12 números. Incluyó:
| Años | Números | Título                        | Autoría        | Procedencia |
| ---- | ------- | ----------------------------- | -------------- | ----------- |
| 1948 | 1-      | Paco, antropófago vegetariano | Iranzo         | Nueva       |
| 1948 | 1-      | La dama del antifaz           | Antonio Parras |             |